# Montliot-et-Courcelles
 Montliot-et-Courcelles  là một xã ở tỉnh Côte-d’Or trong vùng Bourgogne-Franche-Comté, phía đông nước Pháp. Khu vực này có độ cao trung bình 212 mét trên mực nước biển.